# NIRCam

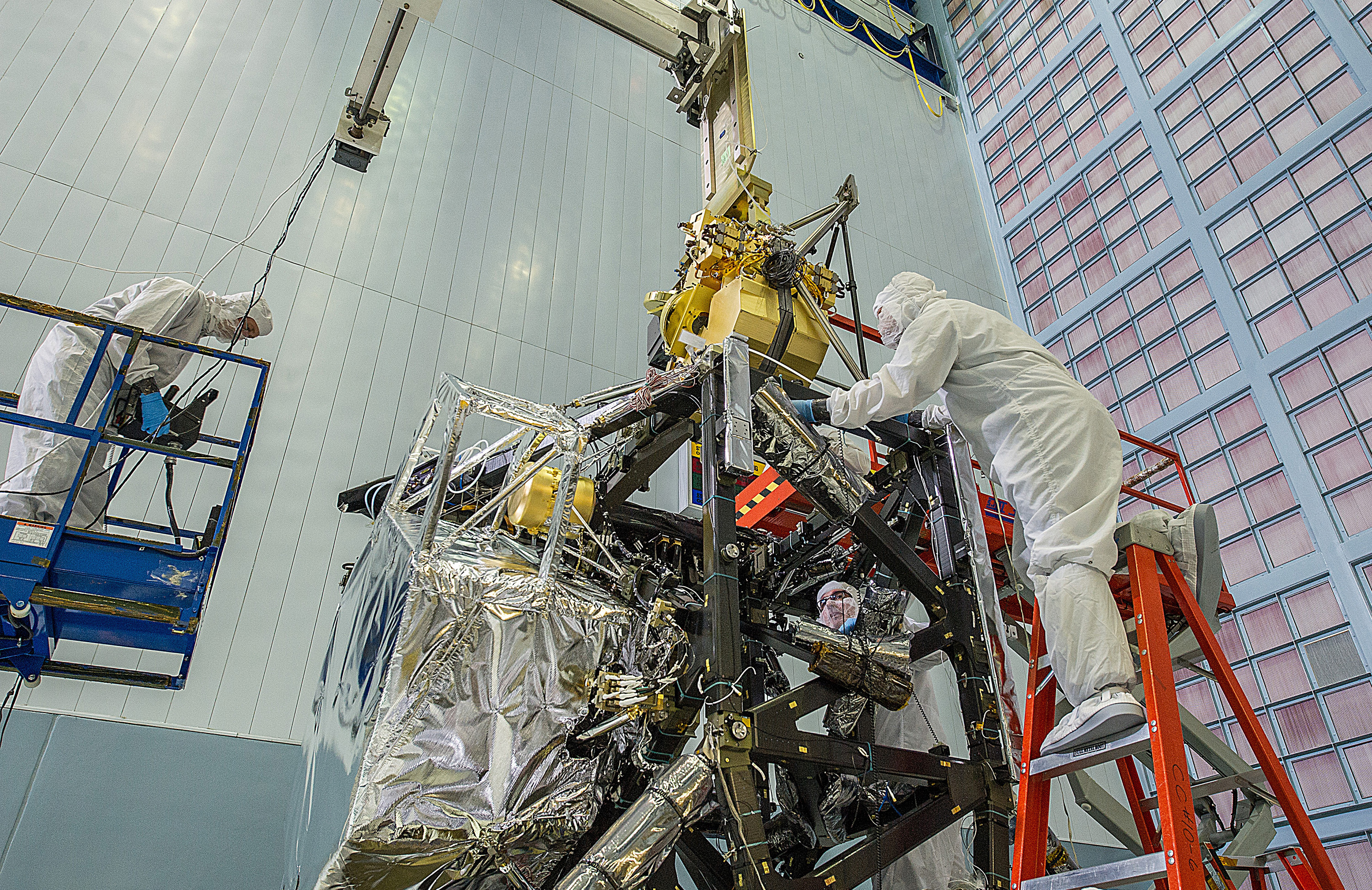
NIRCam en cours d'installation en 2014.

NIRCam (abréviation de l'anglais near-infrared camera) est une caméra numérique et l'un des quatre instruments du télescope spatial James Webb (JWST) développé par l'agence spatiale américaine (NASA). Le JWST, après avoir été placé au point de Lagrange L2, entre dans une phase opérationnelle en juillet 2022. La caméra NIRCam est l'instrument principal du télescope pour la fourniture des images dans le proche infrarouge (0,6 à 5 µm). Cette longueur d'onde permet d'obtenir des images de régions de l'espace masquées en lumière visible par la poussière interstellaire (étoiles et systèmes planétaires en formation). L'instrument doit permettre notamment de réaliser des photos et des spectres de jeunes exoplanètes et de leur atmosphère ainsi que d'analyser les poussières chaudes et les gaz moléculaires des jeunes étoiles et des disques protoplanétaires. Un rôle secondaire de la caméra est de jouer le rôle de capteur de front d'ondes afin de permettre l'alignement des 18 segments composant le miroir primaire du télescope.
La caméra a un champ de vue de 2,2 × 2,2 minutes d'arc et une résolution angulaire de 0,07 seconde d'arc à 2 micromètres. La caméra est équipée d'un coronographe permettant de photographier les exoplanètes dont la lumière est très faible par rapport à leur étoile, en masquant cette dernière. Elle dispose de 19 filtres. NIRCam a été développée par une équipe de l'université de l'Arizona et le Centre de technologie avancée de Lockheed Martin.

## Contexte: le télescope spatialJames Webb

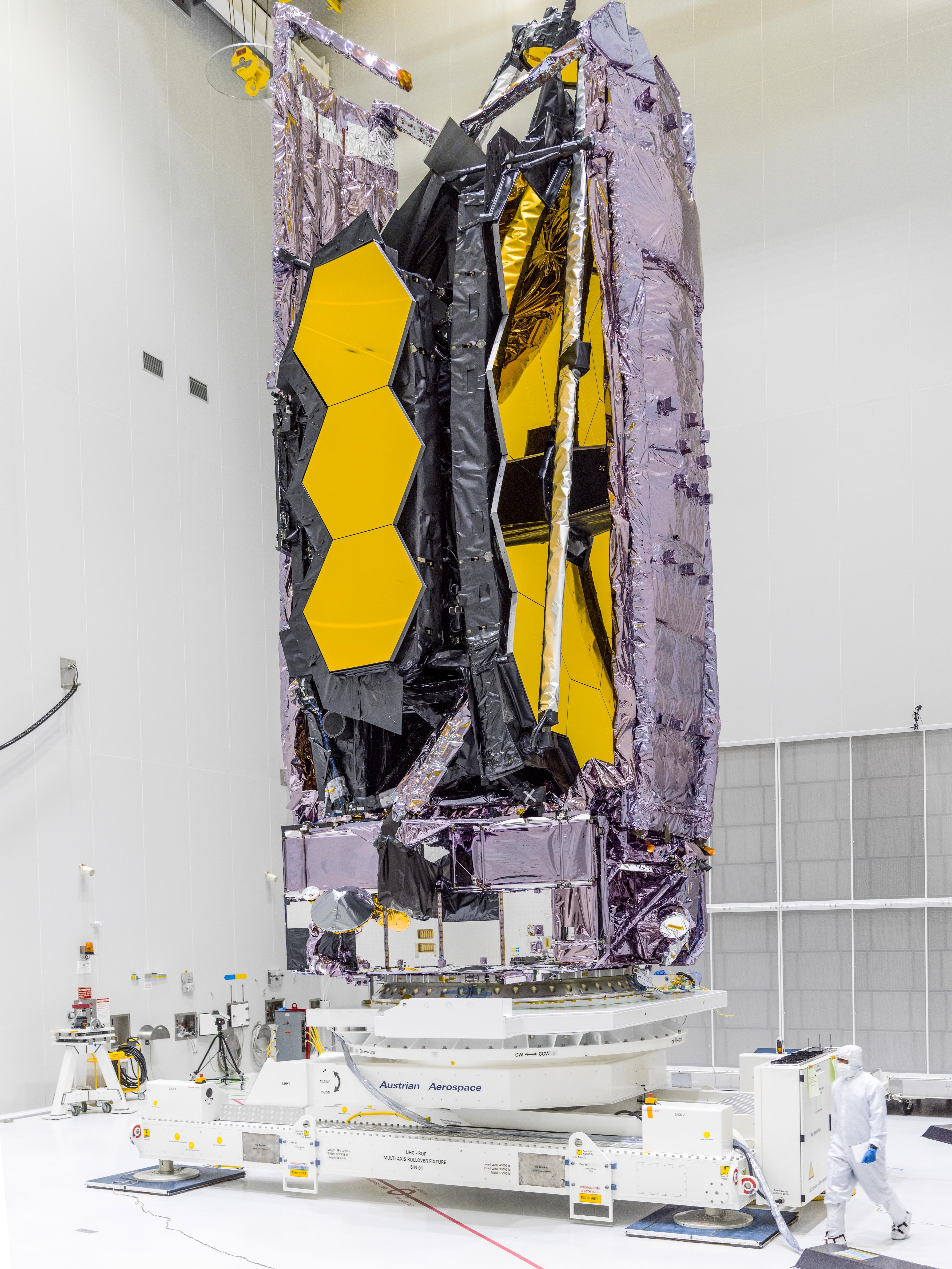
Le télescope spatial James Webb entièrement assemblé et en position repliée en salle blanche à Kourou, peu avant son installation sur son lanceur Ariane 5 ; le technicien en bas de la photo donne l'échelle.

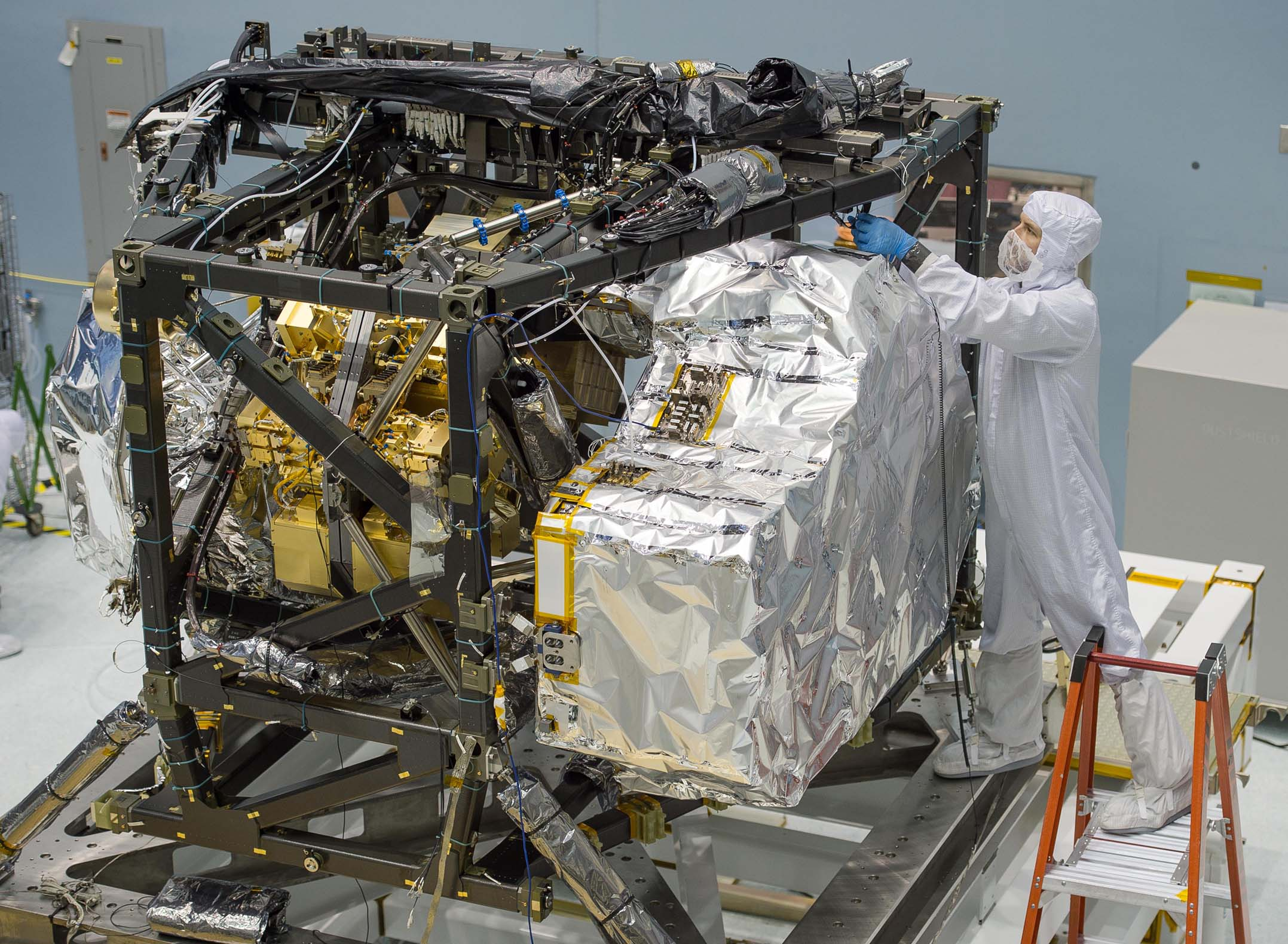
Le module ISIM du télescope spatial contient les quatre instruments, dont NIRCam.

Le télescope spatial James Webb (souvent désigné par son acronyme JWST) est un observatoire fonctionnant principalement dans l'infrarouge, développé par la NASA avec la participation de l'Agence spatiale européenne (ESA) et de l'Agence spatiale canadienne (ASC). Plus grand et plus onéreux télescope spatial à son lancement, le JWST est conçu pour poursuivre les travaux du télescope spatial Hubble, en effectuant toutefois ses observations dans des longueurs d'onde plus longues. Son lancement a lieu le 25 décembre 2021 et sa première image de qualité scientifique est publiée en juillet 2022.
Les observations du JWST sont centrées sur l'infrarouge proche et moyen, tout en incluant une partie du spectre située dans le domaine du visible (longueurs d'onde allant de 0,6 à 28 μm). Par sa résolution, sa surface collectrice et la bande spectrale couverte, il surpasse largement Hubble pour l'observation dans l'infrarouge, mais, contrairement à celui-ci, il ne peut observer ni l'ultraviolet, ni l'intégralité de la lumière visible. Malgré la grande taille de son miroir primaire (6,5 m de diamètre contre 2,4 m pour Hubble), sa masse de 6 200 kg est deux fois plus faible que celle de son prédécesseur. Son pouvoir de résolution atteint 0,1 seconde d'arc et il peut collecter une image neuf fois plus rapidement que Hubble. Le JWST emporte quatre instruments : la caméra NIRCam fonctionnant dans le proche infrarouge (son nom est l'abréviation de l'anglais near-infrared camera), le spectro-imageur MIRI dans le moyen infrarouge, le spectrographe NIRSpec dans le proche infrarouge et le spectro-imageur NIRISS, également dans le proche infrarouge.
Les résolutions angulaire et spectrale de ses instruments, ses capacités inédites dans le moyen infrarouge et en spectroscopie (modes multi-objets et champ intégral) seront utilisées pour approfondir les connaissances dans les principaux domaines de l'astronomie : période de réionisation et formation des premières étoiles et des galaxies après le Big Bang, formation et évolution des cortèges planétaires et composition de l'atmosphère des exoplanètes. Les données recueillies contribueront à expliquer la genèse et le rôle des trous noirs supermassifs au sein des galaxies, à préciser le processus de formation des planètes, à déterminer la proportion de planètes pouvant héberger la vie et à apporter des informations sur la mystérieuse énergie sombre.
Les travaux sur le JWST débutent en 1989, mais le projet connaît de nombreuses évolutions et vicissitudes dues aux défis technologiques qu'il soulève (miroir primaire pliable, bouclier thermique déployable) et aux dépassements budgétaires. Le projet frôle l'annulation en 2011. Pour la seule NASA, son coût de fabrication, qui a été estimé à trois milliards de dollars américains à l'issue de la phase de conception générale en 2005, atteint finalement environ dix milliards USD. La date de lancement, fixée initialement à 2013, est repoussée régulièrement jusqu'à fin 2021. En 2002, le projet prend le nom du second administrateur de la NASA, James E. Webb, qui a largement contribué au succès du programme Apollo.
Le télescope est lancé par une fusée Ariane 5 le 25 décembre 2021, depuis la base de Kourou en Guyane française, et placé, après un transit d'un mois, en orbite autour du point de Lagrange L2 du système Soleil-Terre, situé à 1,5 million de kilomètres de la Terre, du côté opposé au Soleil. À la suite d'une phase de mise en service de six mois, comprenant le déploiement particulièrement délicat de son bouclier thermique et de ses miroirs, débute la mission scientifique d'une durée de cinq ans, qui doit permettre de remplir les objectifs assignés au JWST. Le temps d'observation est réparti, par une commission scientifique, entre les équipes ayant contribué au projet et les chercheurs du monde entier, par le biais d'une évaluation annuelle de l'apport de leurs propositions. Le JWST emporte des réserves d'ergols (nécessaires pour maintenir sa position au point de Lagrange) qui doivent lui permettre de rester en fonctionnement pendant au moins dix ans.

## Rôle de la caméra NIRCam
NIRCam remplit deux tâches : elle prend des images dans la bande spectrale allant de 0,6 à 5 micromètres et elle sert de capteur de front d'onde pour permettre l'alignement des 18 miroirs formant le miroir,. En d'autres termes, il s'agit d'une caméra et sert également à fournir des informations pour aligner les 18 segments du miroir primaire. Il s'agit d'une caméra infrarouge avec dix réseaux de détecteurs au tellurure de mercure-cadmium (HgCdTe), et chaque réseau comporte 2048x2048 pixels,. La caméra a un champ de vue de 2,2 × 2,2 minutes d'arc avec une résolution angulaire de 0,07 seconde d'arc à 2 micromètres. NIRCam est également équipé de coronographes, ce qui permet de collecter des données sur les exoplanètes proches des étoiles. Cela aide à imager tout ce qui se trouve à côté d'un objet beaucoup plus lumineux, car le coronographe bloque cette lumière.

## Objectifs scientifiques
Les principaux objectifs scientifiques pris en charge par l'instrument NIRCam sont :
- étudier la formation et l'évolution des premiers objets lumineux et améliorer notre compréhension de l'histoire de la réionisation de l'Univers ;
- déterminer comment les objets visibles actuellement (galaxies, galaxies actives et amas de galaxies) se sont formés et ont évolué à partir des gaz, des étoiles et des métaux présents dans l'Univers primordial ;
- améliorer notre compréhension du processus de formation des étoiles et des systèmes planétaires ;
- étudier les caractéristiques physiques et chimiques des objets présents dans notre système solaire dans le but de comprendre l'origine des éléments constitutifs de la vie sur Terre.

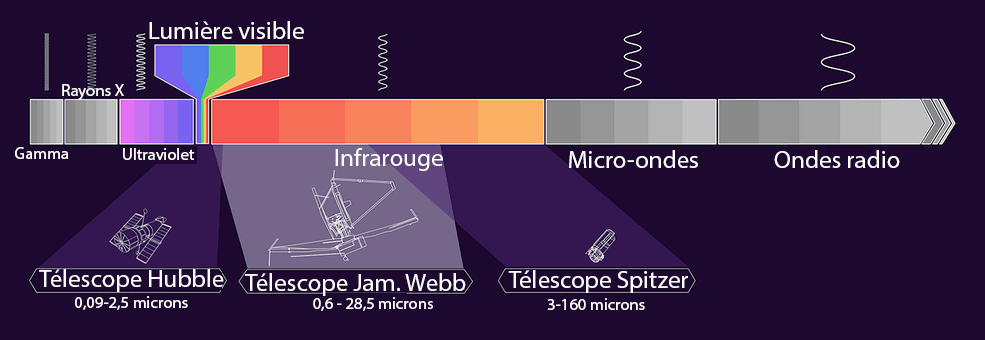
Portions du spectre électromagnétique observées respectivement par les télescopes James Webb, Hubble et Spitzer.

## Caractéristiques techniques
NIRCam est logé, comme les autres instruments, dans le module d'instruments scientifiques intégrés, auquel il est physiquement attaché par des entretoises,,,. Il est conçu pour fonctionner à 37 kelvins (environ −240 °C), de sorte qu'il peut détecter le rayonnement infrarouge à cette longueur d'onde,. Il est relié à l'ISIM par des entretoises et des sangles thermiques reliées à des radiateurs thermiques, ce qui permet de maintenir sa température. L'électronique du plan focal fonctionnait à 290 kelvins.
NIRCam comprend deux systèmes optiques complets qui permettent une redondance. Ces deux sous-ensembles peuvent fonctionner en même temps tout en observant deux zones de ciel distinctes. Ces deux sous-ensembles sont baptisés face A et face B. Les lentilles utilisées dans l'optique interne sont des réfracteurs triplet. Les matériaux des lentilles sont le fluorure de lithium (LiF), un fluorure de baryum (BaF2) et le séléniure de zinc (ZnSe). Les lentilles triplet sont des optiques de collimation. Le plus grand objectif a 90 mm d'ouverture nette.
La gamme des longueurs d'onde observées est décomposée en une bande de longueur d'onde courte et une bande de longueur d'onde longue. La bande de longueur d'onde courte va de 0,6 à 2,3 micromètres et la bande de longueur d'onde longue va de 2,4 à 5 micromètres ; les deux ont le même champ de vision et ont accès à un coronographe. Chaque côté du NIRCam voit une parcelle de ciel de 2,2 minutes d'arc sur 2,2 minutes d'arc dans les longueurs d'onde courtes et longues; cependant, le bras à courte longueur d'onde a une résolution deux fois supérieure. Le bras à grande longueur d'onde a un réseau par côté (deux au total) et le bras à courte longueur d'onde a quatre réseaux par côté, soit huit au total. Le côté A et le côté B ont un champ de vision unique, mais ils sont adjacents l'un à l'autre. En d'autres termes, la caméra regarde deux champs de vision larges de 2,2 minutes d'arc qui sont côte à côte, et chacune de ces vues est observée à des longueurs d'onde courtes et longues simultanément avec le bras de longueur d'onde courte ayant deux fois la résolution du bras de longueur d'onde plus longue.

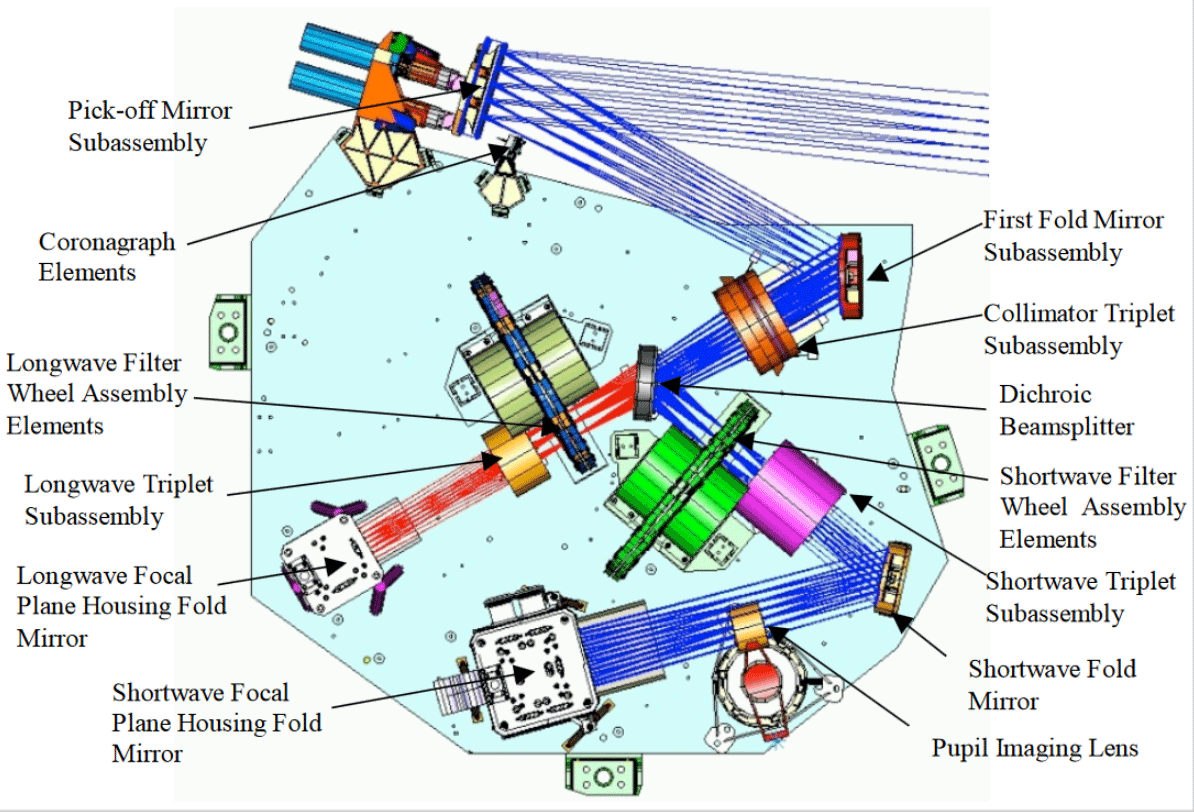
Schéma détaillant les composants de NIRCam.

### Composants

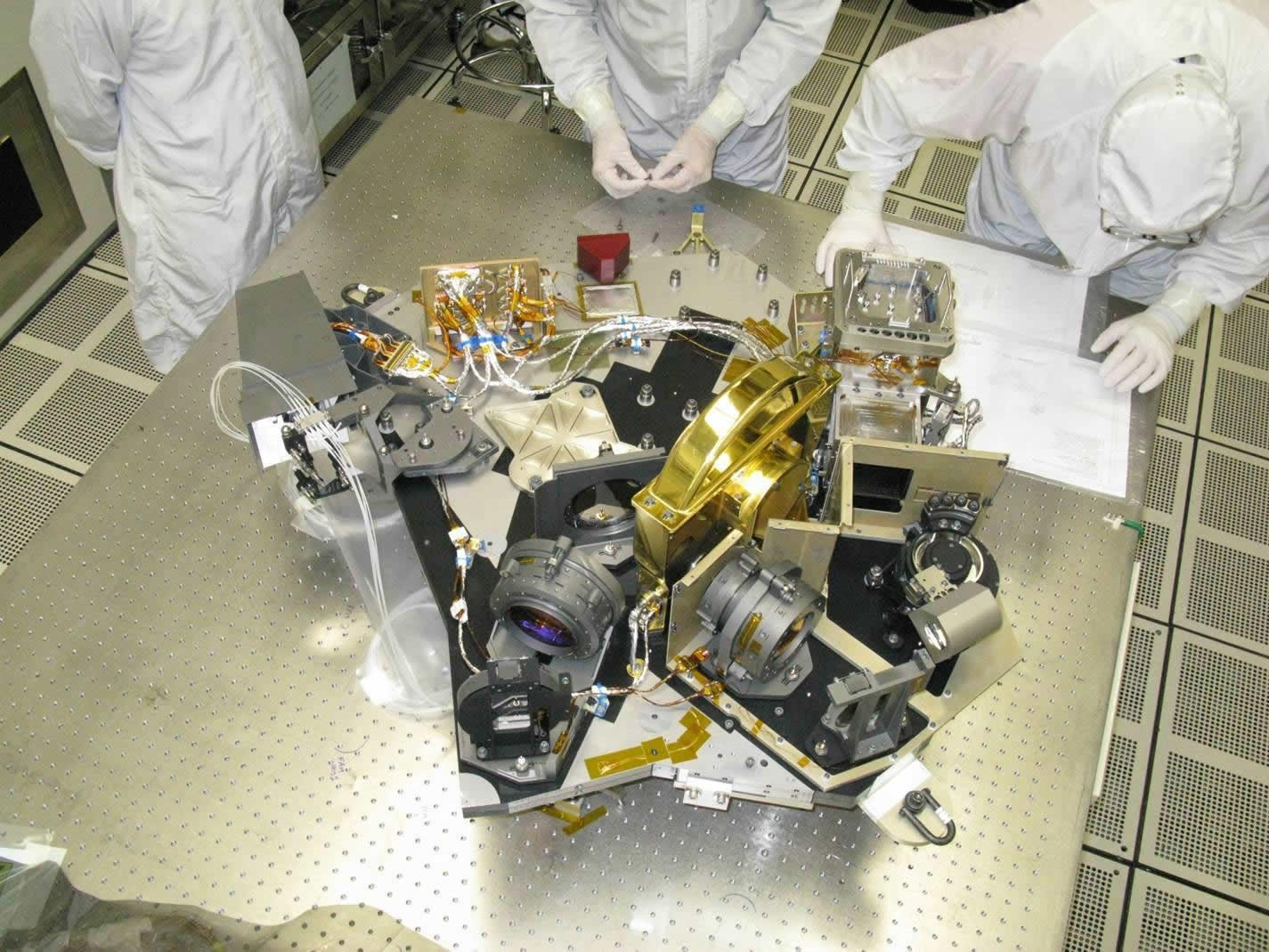
NIRCam Unité d'ingénierie de test, montrant certaines des optiques internes de NIRCam telles que les lentilles de collimation et les miroirs.

Les composants du capteur de front d'onde comportent des capteurs Hartmann dispersés, des grismes et des lentilles faibles.
NIRCam est composée de : 
- miroir de sélection
- Modèle CAO du module NIRCam. coronographe ;
- miroir premier pli ;
- lentilles collimatrices ;

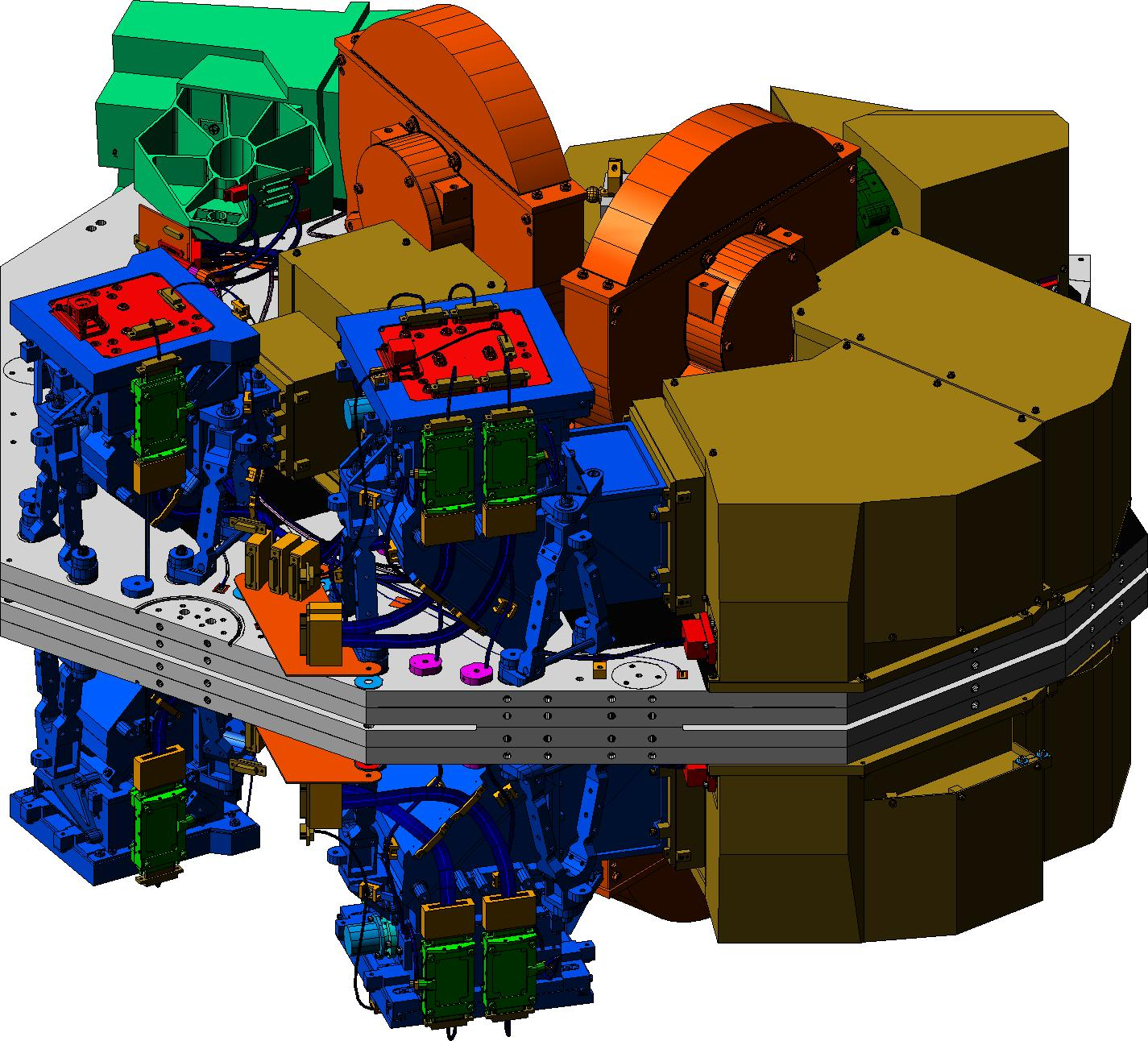
Modèle CAO du module NIRCam.

- séparateur de faisceau dichroïque ;
- roue à filtres à ondes longues ;
- groupe d'objectifs de caméra à ondes longues ;
- plan focal à ondes longues ;
- roue à filtres à ondes courtes ;
- groupe d'objectifs de caméra à ondes courtes ;
- miroir pliant à ondes courtes ;
- lentille d'imagerie pupillaire ;
- plan focal ondes courtes.

## Performances
NIRCam devrait être capable d'observer des sources aussi faibles que la magnitude +29 avec une exposition de 10 000 secondes (environ 2,8 heures). Il fait ces observations à la lumière de 0,6 à 5 micromètres (600 à 5 000 nm) de longueur d'onde. Il peut observer dans deux champs de vision, et chaque côté peut faire de l'imagerie, ou à partir des capacités de l'équipement de détection de front d'onde, la spectroscopie. La détection du front d'onde est beaucoup plus fine que l'épaisseur d'un cheveu humain moyen. Il doit fonctionner avec une précision d'au moins 93 nanomètres et lors des tests, il a même atteint entre 32 et 52 nm. Un cheveu humain mesure des milliers de nanomètres de diamètre.

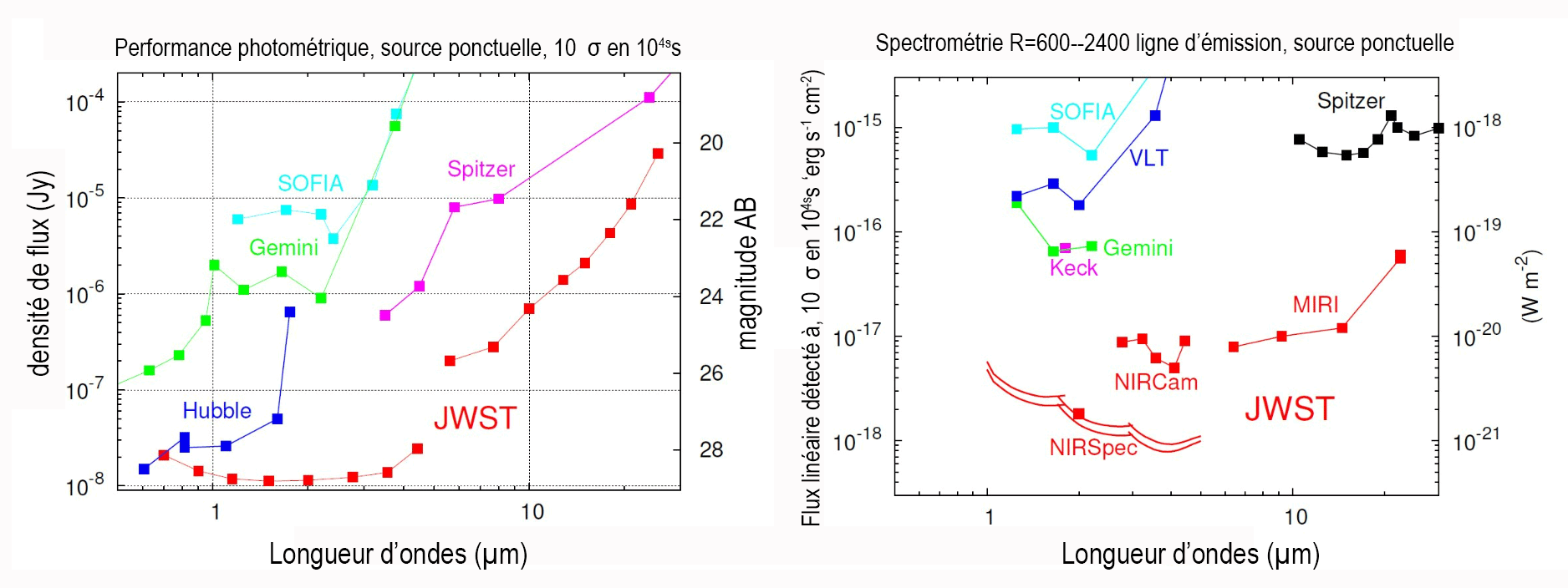
Performances comparées, en optique et en spectrométrie, des instruments NIRCam, MIRI, NIRSpec de JWST (en rouge) avec les télescopes infrarouge les plus puissants : les observatoires terrestres Gemini, Keck, l'observatoire aéroporté SOFIA et les télescopes spatiaux Hubble et Spitzer.

|                   | Mode                     | Instrument | Longueurs d'onde (µm) | Résolution spatiale | Résolution spectrale (λ/Δλ) | Champ       | Remarque |
| ----------------- | ------------------------ | ---------- | --------------------- | ------------------- | --------------------------- | ----------- | -------- |
| Image             | Image                    | NIRCam     | 0,6-2,3               | 0,032               | -                           | 2,2′ × 2,2′ |          |
| Image             | Image                    | NIRCam     | 2,4–5                 | 0,065               | -                           | 2,2′ × 2,2′ |          |
| Image             | Coronographie            | NIRCam     | 0,6–2,3               | 0,032               | -                           | 20″ × 20″   |          |
| Image             | Coronographie            | NIRCam     | 2,4–5                 | 0,065               | -                           | 20″ × 20″   |          |
| Analyse spectrale | Spectroscopie sans fente | NIRCam     | 2,4–5                 | -                   | 2 000                       | 2,2′ × 2,2′ |          |

## Conception et fabrication
Les constructeurs de NIRCam sont l'université de l'Arizona, la société Lockheed Martin et Teledyne Technologies, en coopération avec l'agence spatiale américaine, la NASA. Lockheed Martin a testé et assemblé l'appareil. Teledyne Technologies a conçu et fabriqué les dix réseaux de détecteurs au tellurure de mercure-cadmium (HgCdTe) . NIRCam a été achevé en juillet 2013 et il a été expédié au Goddard Spaceflight Center, qui est le centre de la NASA qui gère le projet JWST.

## Électronique

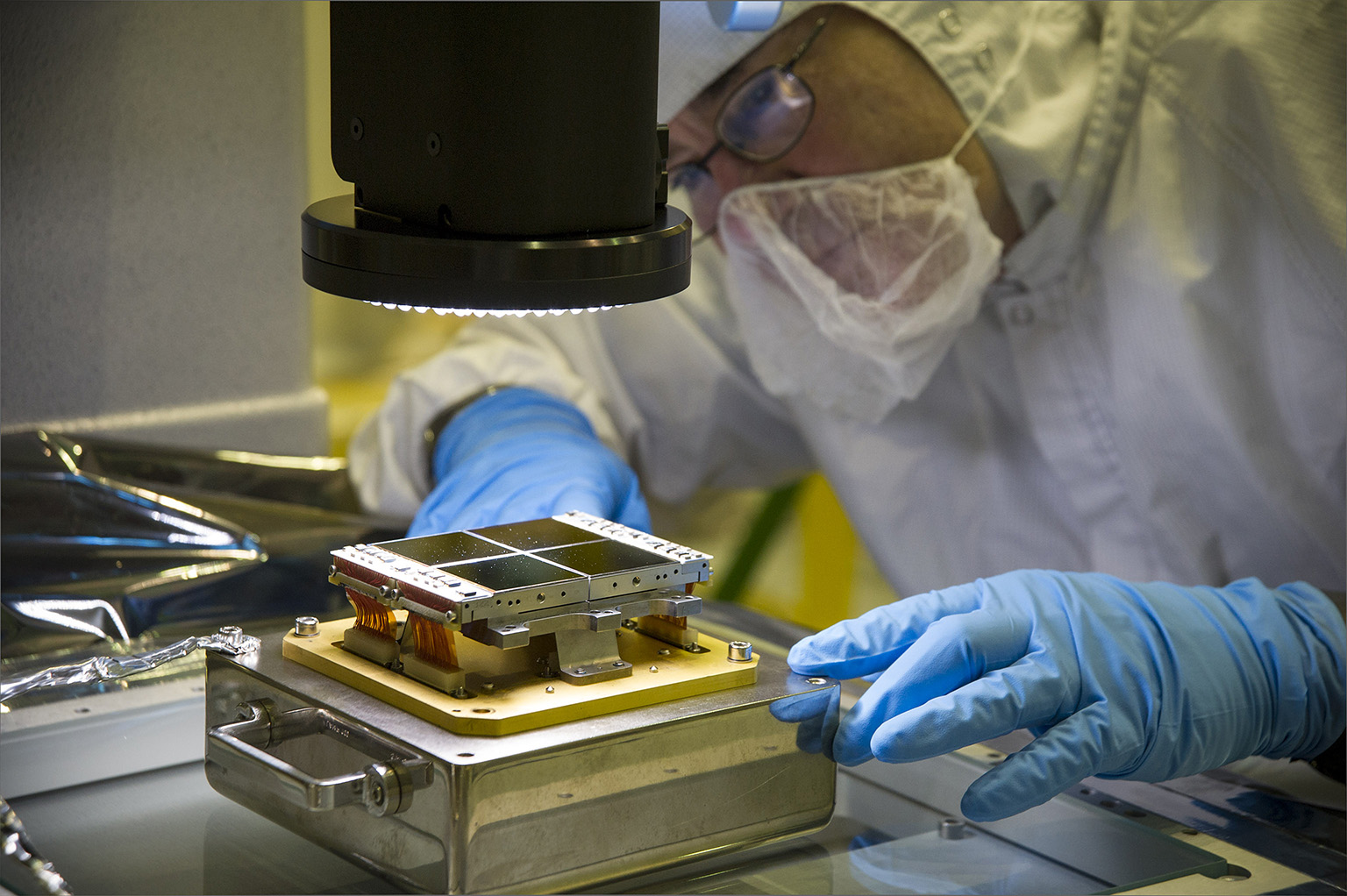
Assemblage du plan focal en cours d'inspection en 2013.

Les données des capteurs d'image (Focal Plane Arrays) sont collectées par l'électronique du plan focal et envoyées à l'ordinateur ISIM. Les données entre le FPE et l'ordinateur ISIM sont transférées par connexion SpaceWire. Il existe également l'électronique de contrôle des instruments (ICE). Les Focal Plane Arrays contiennent 40 millions de pixels.
Le FPE fournit ou surveille les éléments suivants pour le FPA : 
- puissance régulée ;
- synchronisation des données de sortie ;
- contrôle de la température ;
- commandes du mode opérationnel ;
- conditionnement des données d'image ;
- amplification des données d'image ;
- numérisation des données d'image.

## Filtres
NIRcam comprend des roues à filtres qui permettent à la lumière provenant de l'optique d'être envoyée à travers un filtre avant qu'elle ne soit enregistrée par les capteurs. Les filtres ont une certaine plage dans laquelle ils laissent passer la lumière, bloquant les autres fréquences ; cela permet aux opérateurs de NIRCam un certain contrôle sur les fréquences observées lors d'une observation avec le télescope.
En utilisant plusieurs filtres, le décalage vers le rouge des galaxies lointaines peut être estimé par photométrie.
Filtres à courte longueur d'onde (sous la bande morte dichroïque)
- F070W
- F090W
- F115W
- F140M
- F150W
- F150W2
- F162M - dans la roue pupillaire, utilisée en série avec F150W2
- F164N - dans la roue pupillaire, utilisée en série avec F150W2
- F182M
- F187N
- F200W
- F210M
- F212N.

Filtres à grande longueur d'onde (au-dessus de la bande morte dichroïque)
- F250M
- F277W
- F300M
- F322W2
- F323N - dans la roue pupillaire, utilisé en série avec F322W2
- F335M
- F356W
- F360M
- F405N - dans la roue pupillaire, utilisé en série avec F444W
- F410M
- F430M
- F444W
- F460M
- F466N - dans la roue pupillaire, utilisé en série avec F444W
- F470N - dans la roue pupillaire, utilisée en série avec F444W
- F480M.